# Governatori romani di Sardegna e Corsica

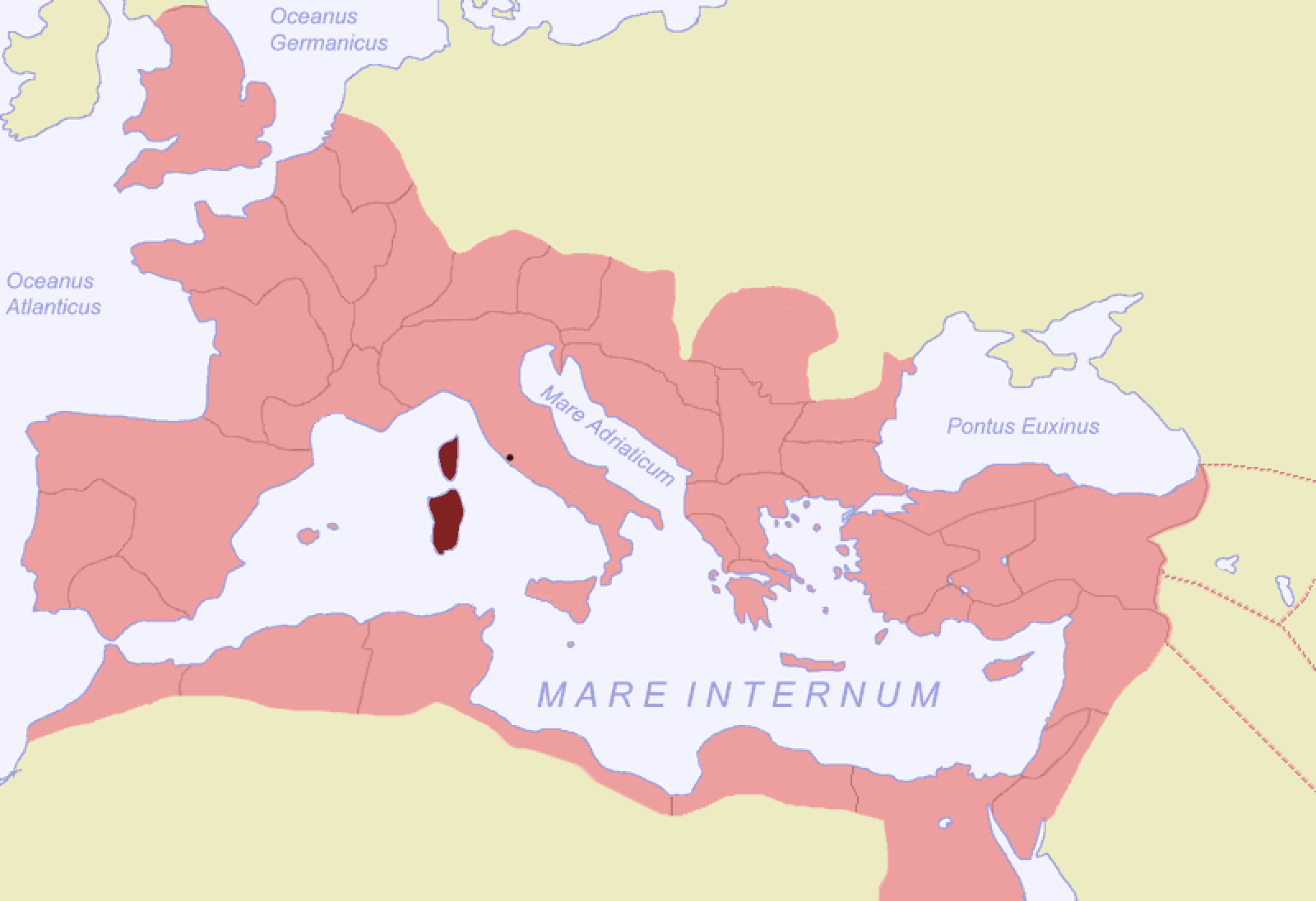
La provincia romana della Corsica et Sardinia nell'anno 120

In questa voce vengono elencati i governatori della provincia romana di Sardinia et Corsica (Sardegna e Corsica), isole occupate nel 237 a.C. al termine della prima guerra punica (che aveva visto la Repubblica romana prevalere su Cartagine), a partire dalla sua costituzione come provincia nel 227 a.C.

## Storia

### La conquista
La Sardegna era stata annessa nel 238 a.C., sottraendola alla dominazione punica. La Corsica romana (in greco Κύρνος, Cyrnos), annessa nel seguente anno 237 a.C. e sottoposta al governatore della Sardegna. I buoni rapporti che intercorrevano tra le popolazioni locali e i Cartaginesi, contrapposti ad un regime di conquista introdotto dai Romani, determinarono una serie di rivolte (236-231 a.C., 216 a.C., 187-177 a.C., 126 a.C. e 122 a.C.) e un'incompleta pacificazione in particolare delle tribù dell'interno, con continue azioni, considerate brigantaggio dai Romani.

### La provincia
La provincia era governata da un pretore (praetores provinciales, attestato a partire dal 227 a.C.), con capoluogo inizialmente a Nora e quindi a Carales (Cagliari), in Sardegna.
Con la riforma augustea nel 27 a.C. la provincia divenne senatoria, ma nel 6 d.C., la necessità di mantenervi un presidio armato contro il persistere del brigantaggio indusse lo stesso Augusto a passarla a provincia imperiale. Fu amministrata da un praefectus Sardiniae a partire da Tiberio, e successivamente, a partire da Claudio, al titolo ufficiale e principale praefectus (provinciae) Sardiniae viene aggiunto l'attributo procurator Augusti . Passò a varie riprese da senatoria, governata da un propretore, a imperiale, a seconda delle necessità contingenti.

## Lista di governatori
| Lista dei Governatori romani di Sardegna e Corsica | Lista dei Governatori romani di Sardegna e Corsica | Lista dei Governatori romani di Sardegna e Corsica | Lista dei Governatori romani di Sardegna e Corsica | Lista dei Governatori romani di Sardegna e Corsica | Lista dei Governatori romani di Sardegna e Corsica | Lista dei Governatori romani di Sardegna e Corsica |
| -------------------------------------------------- | --- | --- | --- | --- | --- | --- |
| Anno                                               | Sardegna e Corsica | Sardegna e Corsica | Sardegna e Corsica | Sardegna e Corsica | Sardegna e Corsica | Sardegna e Corsica |
| 236 a.C.                                           | Gaio Licinio Varo (console); Marco Claudio Clinea (legatus) | Gaio Licinio Varo (console); Marco Claudio Clinea (legatus) | Gaio Licinio Varo (console); Marco Claudio Clinea (legatus) | Gaio Licinio Varo (console); Marco Claudio Clinea (legatus) | Gaio Licinio Varo (console); Marco Claudio Clinea (legatus) | Gaio Licinio Varo (console); Marco Claudio Clinea (legatus) |
| 235 a.C.                                           | Tito Manlio Torquato (console) | Tito Manlio Torquato (console) | Tito Manlio Torquato (console) | Tito Manlio Torquato (console) | Tito Manlio Torquato (console) | Tito Manlio Torquato (console) |
| 234 a.C.                                           | Spurio Carvilio Massimo Ruga (console); Publio Cornelio, (praetor) | Spurio Carvilio Massimo Ruga (console); Publio Cornelio, (praetor) | Spurio Carvilio Massimo Ruga (console); Publio Cornelio, (praetor) | Spurio Carvilio Massimo Ruga (console); Publio Cornelio, (praetor) | Spurio Carvilio Massimo Ruga (console); Publio Cornelio, (praetor) | Spurio Carvilio Massimo Ruga (console); Publio Cornelio, (praetor) |
| 233 a.C.                                           | Manio Pomponio Matone (console) | Manio Pomponio Matone (console) | Manio Pomponio Matone (console) | Manio Pomponio Matone (console) | Manio Pomponio Matone (console) | Manio Pomponio Matone (console) |
| 232 a.C.                                           | Marco Emilio Lepido (console); Marco Publicio Malleolo (console) | Marco Emilio Lepido (console); Marco Publicio Malleolo (console) | Marco Emilio Lepido (console); Marco Publicio Malleolo (console) | Marco Emilio Lepido (console); Marco Publicio Malleolo (console) | Marco Emilio Lepido (console); Marco Publicio Malleolo (console) | Marco Emilio Lepido (console); Marco Publicio Malleolo (console) |
| 231 a.C.                                           | Manio Pomponio Matone (console); Gaio Papirio Masone (console) | Manio Pomponio Matone (console); Gaio Papirio Masone (console) | Manio Pomponio Matone (console); Gaio Papirio Masone (console) | Manio Pomponio Matone (console); Gaio Papirio Masone (console) | Manio Pomponio Matone (console); Gaio Papirio Masone (console) | Manio Pomponio Matone (console); Gaio Papirio Masone (console) |
| 227 a.C.                                           | Marco Valerio Levino? (praetor) | Marco Valerio Levino? (praetor) | Marco Valerio Levino? (praetor) | Marco Valerio Levino? (praetor) | Marco Valerio Levino? (praetor) | Marco Valerio Levino? (praetor) |
| 225 a.C.                                           | Gaio Attilio Regolo (console) | Gaio Attilio Regolo (console) | Gaio Attilio Regolo (console) | Gaio Attilio Regolo (console) | Gaio Attilio Regolo (console) | Gaio Attilio Regolo (console) |
| 217-216 a.C.                                       | Aulo Cornelio Mammula (patrizio, con la legio IX) | Aulo Cornelio Mammula (patrizio, con la legio IX) | Aulo Cornelio Mammula (patrizio, con la legio IX) | Aulo Cornelio Mammula (patrizio, con la legio IX) | Aulo Cornelio Mammula (patrizio, con la legio IX) | Aulo Cornelio Mammula (patrizio, con la legio IX) |
| 215 a.C.                                           | Quinto Muzio Scevola (con 2 legioni, la IX e la XVIII; praetor Corsicae et Sardiniae et decemvir sacris faciundis); Tito Manlio Torquato (patrizio, sostituisce Scevola ammalato) | Quinto Muzio Scevola (con 2 legioni, la IX e la XVIII; praetor Corsicae et Sardiniae et decemvir sacris faciundis); Tito Manlio Torquato (patrizio, sostituisce Scevola ammalato) | Quinto Muzio Scevola (con 2 legioni, la IX e la XVIII; praetor Corsicae et Sardiniae et decemvir sacris faciundis); Tito Manlio Torquato (patrizio, sostituisce Scevola ammalato) | Quinto Muzio Scevola (con 2 legioni, la IX e la XVIII; praetor Corsicae et Sardiniae et decemvir sacris faciundis); Tito Manlio Torquato (patrizio, sostituisce Scevola ammalato) | Quinto Muzio Scevola (con 2 legioni, la IX e la XVIII; praetor Corsicae et Sardiniae et decemvir sacris faciundis); Tito Manlio Torquato (patrizio, sostituisce Scevola ammalato) | Quinto Muzio Scevola (con 2 legioni, la IX e la XVIII; praetor Corsicae et Sardiniae et decemvir sacris faciundis); Tito Manlio Torquato (patrizio, sostituisce Scevola ammalato) |
| 211 a.C.                                           | Lucio Cornelio Lentulo (patrizio, con le legioni IX e XVIII) e decemvir sacris faciundis                                                                                          | Lucio Cornelio Lentulo (patrizio, con le legioni IX e XVIII) e decemvir sacris faciundis                                                                                          | Lucio Cornelio Lentulo (patrizio, con le legioni IX e XVIII) e decemvir sacris faciundis                                                                                          | Lucio Cornelio Lentulo (patrizio, con le legioni IX e XVIII) e decemvir sacris faciundis                                                                                          | Lucio Cornelio Lentulo (patrizio, con le legioni IX e XVIII) e decemvir sacris faciundis                                                                                          | Lucio Cornelio Lentulo (patrizio, con le legioni IX e XVIII) e decemvir sacris faciundis                                                                                          |
| 210 a.C.                                           | Publio Manlio Vulsone | Publio Manlio Vulsone | Publio Manlio Vulsone | Publio Manlio Vulsone | Publio Manlio Vulsone | Publio Manlio Vulsone |
| 207 a.C.                                           | Aulo Ostilio Catone (con le legioni IX e XVIII) | Aulo Ostilio Catone (con le legioni IX e XVIII) | Aulo Ostilio Catone (con le legioni IX e XVIII) | Aulo Ostilio Catone (con le legioni IX e XVIII) | Aulo Ostilio Catone (con le legioni IX e XVIII) | Aulo Ostilio Catone (con le legioni IX e XVIII) |
| 206 a.C.                                           | Tiberio Claudio Asello | Tiberio Claudio Asello | Tiberio Claudio Asello | Tiberio Claudio Asello | Tiberio Claudio Asello | Tiberio Claudio Asello |
| 205 a.C.                                           | Gneo Ottavio (pretore del 206 a.C., comandante di flotta in Sardegna ed in Africa dal 204 al 201)                                                                                 | Gneo Ottavio (pretore del 206 a.C., comandante di flotta in Sardegna ed in Africa dal 204 al 201)                                                                                 | Gneo Ottavio (pretore del 206 a.C., comandante di flotta in Sardegna ed in Africa dal 204 al 201)                                                                                 | Gneo Ottavio (pretore del 206 a.C., comandante di flotta in Sardegna ed in Africa dal 204 al 201)                                                                                 | Gneo Ottavio (pretore del 206 a.C., comandante di flotta in Sardegna ed in Africa dal 204 al 201)                                                                                 | Gneo Ottavio (pretore del 206 a.C., comandante di flotta in Sardegna ed in Africa dal 204 al 201)                                                                                 |
| 204 a.C.                                           | Tiberio Claudio Nerone | Tiberio Claudio Nerone | Tiberio Claudio Nerone | Tiberio Claudio Nerone | Tiberio Claudio Nerone | Tiberio Claudio Nerone |
| 203 a.C.                                           | Publio Cornelio Lentulo Claudiano (patrizio) | Publio Cornelio Lentulo Claudiano (patrizio) | Publio Cornelio Lentulo Claudiano (patrizio) | Publio Cornelio Lentulo Claudiano (patrizio) | Publio Cornelio Lentulo Claudiano (patrizio) | Publio Cornelio Lentulo Claudiano (patrizio) |
| 202 a.C.                                           | Publio Cornelio Lentulo Claudiano (patrizio, con la legio XXXVIII e 20 navi) | Publio Cornelio Lentulo Claudiano (patrizio, con la legio XXXVIII e 20 navi) | Publio Cornelio Lentulo Claudiano (patrizio, con la legio XXXVIII e 20 navi) | Publio Cornelio Lentulo Claudiano (patrizio, con la legio XXXVIII e 20 navi) | Publio Cornelio Lentulo Claudiano (patrizio, con la legio XXXVIII e 20 navi) | Publio Cornelio Lentulo Claudiano (patrizio, con la legio XXXVIII e 20 navi) |
| 201 a.C.                                           | Marco Fabio Buteo | Marco Fabio Buteo | Marco Fabio Buteo | Marco Fabio Buteo | Marco Fabio Buteo | Marco Fabio Buteo |
| 200 a.C.                                           | Marco Valerio Faltone (patrizio, pretore del 201 a.C., con 5.000 soldati alleati scelti tra gli ultimi arruolati)                                                                 | Marco Valerio Faltone (patrizio, pretore del 201 a.C., con 5.000 soldati alleati scelti tra gli ultimi arruolati)                                                                 | Marco Valerio Faltone (patrizio, pretore del 201 a.C., con 5.000 soldati alleati scelti tra gli ultimi arruolati)                                                                 | Marco Valerio Faltone (patrizio, pretore del 201 a.C., con 5.000 soldati alleati scelti tra gli ultimi arruolati)                                                                 | Marco Valerio Faltone (patrizio, pretore del 201 a.C., con 5.000 soldati alleati scelti tra gli ultimi arruolati)                                                                 | Marco Valerio Faltone (patrizio, pretore del 201 a.C., con 5.000 soldati alleati scelti tra gli ultimi arruolati)                                                                 |
| 199 a.C.                                           | Lucio Villio Tappulo | Lucio Villio Tappulo | Lucio Villio Tappulo | Lucio Villio Tappulo | Lucio Villio Tappulo | Lucio Villio Tappulo |
| 198 a.C.                                           | Marco Porcio Catone | Marco Porcio Catone | Marco Porcio Catone | Marco Porcio Catone | Marco Porcio Catone | Marco Porcio Catone |
| 197 a.C.                                           | Lucio Atilio (patrizio) | Lucio Atilio (patrizio) | Lucio Atilio (patrizio) | Lucio Atilio (patrizio) | Lucio Atilio (patrizio) | Lucio Atilio (patrizio) |
| 196 a.C.                                           | Tiberio Sempronio (e decemvir sacris faciundis) | Tiberio Sempronio (e decemvir sacris faciundis) | Tiberio Sempronio (e decemvir sacris faciundis) | Tiberio Sempronio (e decemvir sacris faciundis) | Tiberio Sempronio (e decemvir sacris faciundis) | Tiberio Sempronio (e decemvir sacris faciundis) |
| 193 a.C.                                           | Lucio Porcio | Lucio Porcio | Lucio Porcio | Lucio Porcio | Lucio Porcio | Lucio Porcio |
| 191-190 a.C.                                       | Lucio Oppio Salinatore | Lucio Oppio Salinatore | Lucio Oppio Salinatore | Lucio Oppio Salinatore | Lucio Oppio Salinatore | Lucio Oppio Salinatore |
| 189 a.C.                                           | Quinto Fabio Pittore (patrizio) | Quinto Fabio Pittore (patrizio) | Quinto Fabio Pittore (patrizio) | Quinto Fabio Pittore (patrizio) | Quinto Fabio Pittore (patrizio) | Quinto Fabio Pittore (patrizio) |
| 188 a.C.                                           | Gaio Stertinio | Gaio Stertinio | Gaio Stertinio | Gaio Stertinio | Gaio Stertinio | Gaio Stertinio |
| 186 a.C.                                           | Gaio Aurelio Scauro | Gaio Aurelio Scauro | Gaio Aurelio Scauro | Gaio Aurelio Scauro | Gaio Aurelio Scauro | Gaio Aurelio Scauro |
| 184 a.C.                                           | Quinto Nevio Matneo | Quinto Nevio Matneo | Quinto Nevio Matneo | Quinto Nevio Matneo | Quinto Nevio Matneo | Quinto Nevio Matneo |
| 183 a.C.                                           | Gneo Sicinio | Gneo Sicinio | Gneo Sicinio | Gneo Sicinio | Gneo Sicinio | Gneo Sicinio |
| 182 a.C.                                           | Lucio Terenzio Istra | Lucio Terenzio Istra | Lucio Terenzio Istra | Lucio Terenzio Istra | Lucio Terenzio Istra | Lucio Terenzio Istra |
| 181 a.C.                                           | Marco Pinario Posca | Marco Pinario Posca | Marco Pinario Posca | Marco Pinario Posca | Marco Pinario Posca | Marco Pinario Posca |
| 180 a.C.                                           | Gaio Menio | Gaio Menio | Gaio Menio | Gaio Menio | Gaio Menio | Gaio Menio |
| 179 a.C.                                           | Gaio Valerio Levino | Gaio Valerio Levino | Gaio Valerio Levino | Gaio Valerio Levino | Gaio Valerio Levino | Gaio Valerio Levino |
| 177 a.C.                                           | Lucio Mummio | Lucio Mummio | Lucio Mummio | Lucio Mummio | Lucio Mummio | Lucio Mummio |
| 175 a.C.                                           | Servio Cornelio Silla | Servio Cornelio Silla | Servio Cornelio Silla | Servio Cornelio Silla | Servio Cornelio Silla | Servio Cornelio Silla |
| 174 a.C.                                           | Marco Atilio Serrano | Marco Atilio Serrano | Marco Atilio Serrano | Marco Atilio Serrano | Marco Atilio Serrano | Marco Atilio Serrano |
| 172 a.C.                                           | Spurio Cluvio | Spurio Cluvio | Spurio Cluvio | Spurio Cluvio | Spurio Cluvio | Spurio Cluvio |
| 171 a.C.                                           | Lucio Furio Filo | Lucio Furio Filo | Lucio Furio Filo | Lucio Furio Filo | Lucio Furio Filo | Lucio Furio Filo |
| 169 a.C.                                           | Publio Fonteio Capitone | Publio Fonteio Capitone | Publio Fonteio Capitone | Publio Fonteio Capitone | Publio Fonteio Capitone | Publio Fonteio Capitone |
| 167 a.C.                                           | Aulo Manlio Torquato | Aulo Manlio Torquato | Aulo Manlio Torquato | Aulo Manlio Torquato | Aulo Manlio Torquato | Aulo Manlio Torquato |
| 126 a.C.                                           | Gaio Sempronio Gracco | Gaio Sempronio Gracco | Gaio Sempronio Gracco | Gaio Sempronio Gracco | Gaio Sempronio Gracco | Gaio Sempronio Gracco |
| 107-105 a.C.                                       | Tito Albucio | Tito Albucio | Tito Albucio | Tito Albucio | Tito Albucio | Tito Albucio |
| 106-104 a.C.                                       | Tito Albucio (pretore del 107/5 a.C.) | Tito Albucio (pretore del 107/5 a.C.) | Tito Albucio (pretore del 107/5 a.C.) | Tito Albucio (pretore del 107/5 a.C.) | Tito Albucio (pretore del 107/5 a.C.) | Tito Albucio (pretore del 107/5 a.C.) |
| 77 a.C.                                            | Lucio Valerio Triario | Lucio Valerio Triario | Lucio Valerio Triario | Lucio Valerio Triario | Lucio Valerio Triario | Lucio Valerio Triario |
| 57 a.C.                                            | Appio Claudio (patrizio) | Appio Claudio (patrizio) | Appio Claudio (patrizio) | Appio Claudio (patrizio) | Appio Claudio (patrizio) | Appio Claudio (patrizio) |
| 56 a.C.                                            | Appio Claudio Pulcro (patrizio, pretore del 57 a.C.) | Appio Claudio Pulcro (patrizio, pretore del 57 a.C.) | Appio Claudio Pulcro (patrizio, pretore del 57 a.C.) | Appio Claudio Pulcro (patrizio, pretore del 57 a.C.) | Appio Claudio Pulcro (patrizio, pretore del 57 a.C.) | Appio Claudio Pulcro (patrizio, pretore del 57 a.C.) |
| 55 a.C.                                            | Marco Emilio Scauro | Marco Emilio Scauro | Marco Emilio Scauro | Marco Emilio Scauro | Marco Emilio Scauro | Marco Emilio Scauro |
| 49 a.C.                                            | Marco Aurelio Cotta | Marco Aurelio Cotta | Marco Aurelio Cotta | Marco Aurelio Cotta | Marco Aurelio Cotta | Marco Aurelio Cotta |
| 48-47 a.C.                                         | Sesto Peducco (designato da Cesare, pretore del 48 a.C.) | Sesto Peducco (designato da Cesare, pretore del 48 a.C.) | Sesto Peducco (designato da Cesare, pretore del 48 a.C.) | Sesto Peducco (designato da Cesare, pretore del 48 a.C.) | Sesto Peducco (designato da Cesare, pretore del 48 a.C.) | Sesto Peducco (designato da Cesare, pretore del 48 a.C.) |
| 36 a.C.                                            | Menodoro (legato e liberto di Sesto Pompeo) | Menodoro (legato e liberto di Sesto Pompeo) | Menodoro (legato e liberto di Sesto Pompeo) | Menodoro (legato e liberto di Sesto Pompeo) | Menodoro (legato e liberto di Sesto Pompeo) | Menodoro (legato e liberto di Sesto Pompeo) |
| 245 d.C.-248 d.C.                                  | Publio Elio Valente (designato da Filippo l'Arabo) | Publio Elio Valente (designato da Filippo l'Arabo) | Publio Elio Valente (designato da Filippo l'Arabo) | Publio Elio Valente (designato da Filippo l'Arabo) | Publio Elio Valente (designato da Filippo l'Arabo) | Publio Elio Valente (designato da Filippo l'Arabo) |